# Facultad de Ciencias Agropecuarias (Universidad Nacional de Córdoba)
La Facultad de Ciencias Agropecuarias, es una de las doce facultades de la Universidad Nacional de Córdoba.

## Historia
La actual Facultad de Ciencias Agropecuarias se creó el 21 de marzo de 1966 según Ordenanza N° 4/66 del H.C.S. con la denominación de Instituto de Ciencias Agronómicas, dependiendo de la Facultad de Ciencias Exactas, Físicas y Naturales, hasta 1979, año en que obtiene por decreto presidencial la categoría de Facultad.
Durante la década de 1980, la Facultad de Ciencias Agropecuarias, compartía el mismo edificio con el Instituto de Matemática, Astronomía y Física, que al obtener la categoría de facultad, se trasladó a un edificio propio.

## Localización
Se ubica en Calle Ing. Agr. Félix Aldo Marrone 746 , en la Ciudad Universitaria de la Capital cordobesa.
La Facultad de Ciencias Agropecuarias, desarrolla sus actividades en diversos edificios y laboratorios:
- El edificio principal, que contiene gran parte de las cátedras y laboratorios de Estadística, Informática, Microbiología.
- Edificio Argos Rodríguez, que contiene una laboratorio de Fitopatología y Zoología, Centro de Estudiantes de Ciencias Agropecuarias CECA (enlace roto disponible en Internet Archive; véase el historial, la primera versión y la última).
- Biblioteca: Un edificio de dos pisos donde funciona la Biblioteca de la FCA, con dos salas de lectura y sala audiovisual.
- Aulas Sur: Que dispone de siete aulas y cuatro laboratorios de Biología Celular, Botánica Morfológica y Taxonómica.
- Edificio Ruiz Posse: Donde se ubican aulas destinadas a Maquinaria Agrícola, Manejo de Suelos y Agua, Manejo de Agrosistemas Marginales.
- Campo Escuela - Área Experimental: Un predio agrícola de 600 ha aprox. que posee por el camino a Capilla de los Remedios, en el que se realizan ensayos, investigaciones, clases prácticas que hacen a la currícula y a la formación de sus estudiantes e Investigadores.

## Educación
La carrera que entrega el título de Ingeniero Agrónomo, se desarrolla a lo largo de 5 años.
Su plan de estudios incluye Iniciación Profesional, Prácticas Profesionales y Formación Integral, constituyéndola en una de las Facultades Acreditadas por CONEAU, Ministerio de Educación y Cultura de la Nación.
Durante este tiempo, el alumno, adquiere los conocimientos necesarios para poder desarrollar una actividad que está directamente relacionada no solo con la producción de alimentos para el humano, sino también con la Ecología.
A lo largo de los años, el alumno estudia materias como Botánica, Química, Edafología, Entomología, Genética, Matemática, Física, Idiomas, Terapéutica, Ganadería, Microbiología, Hidrología, Economía, Mecánica, Estadística, Fisiología, Climatología, Reproducción, Silvicultura, etc.